# اسپورت فلاندر–بالوزه
اسپورت فلاندر-بالوزه (هلندی: Sport Vlaanderen–Baloise) یک تیم دوچرخه‌سواری در کشور بلژیک است.
این تیم که در سال ۱۹۹۴ تأسیس شده در تورهای قاره‌ای دوچرخه‌سواری شرکت می‌کند.